# 天主教瓦喬教區
天主教瓦喬教區（拉丁語：Dioecesis Huachensis）是秘魯一個羅馬天主教教區，屬利馬總教區。
教區成立於1958年5月15日，包括利馬大區北部六省。2006年有教友456,000人（佔轄區總人口94.6%）、卅五個堂區、卅九名司鐸。現任教區主教為安多尼·聖塔爾謝羅·羅沙。